# 佛朗哥·卡瓦洛
佛朗哥·卡瓦洛（義大利語：Franco Cavallo，1932年9月26日—），意大利男子帆船运动员。他曾代表意大利参加1968年夏季奥林匹克运动会帆船比赛，联同卡米洛·加尔加诺获得双人星级铜牌。